# Coscinia
Coscinia là một chi bướm đêm thuộc phân họ Arctiinae, họ Erebidae.

## Các loài
- Coscinia bifasciata Rambur, 1832
- Coscinia cribaria Linnaeus, 1758
- Coscinia libyssa Püngeler, 1907
- Coscinia mariarosae Expósito, 1991
- Coscinia romeii Sagarra, 1924
- Coscinia striata Linnaeus, 1758
  - Syn. Spiris striata